# Eneritz Iturriaga
Eneritz Iturriagaetxebarria Mazaga (nascida em 16 de setembro de 1980) é uma ex-ciclista espanhola, profissional desde o ano de 2000.
Nos Jogos Olímpicos de 2004, em Atenas, ela terminou na trigésima quarta posição na prova de estrada individual. Em 2012, após disputar o Mundial em Estrada, ela anunciou a sua aposentadoria.